# Waldez Góes

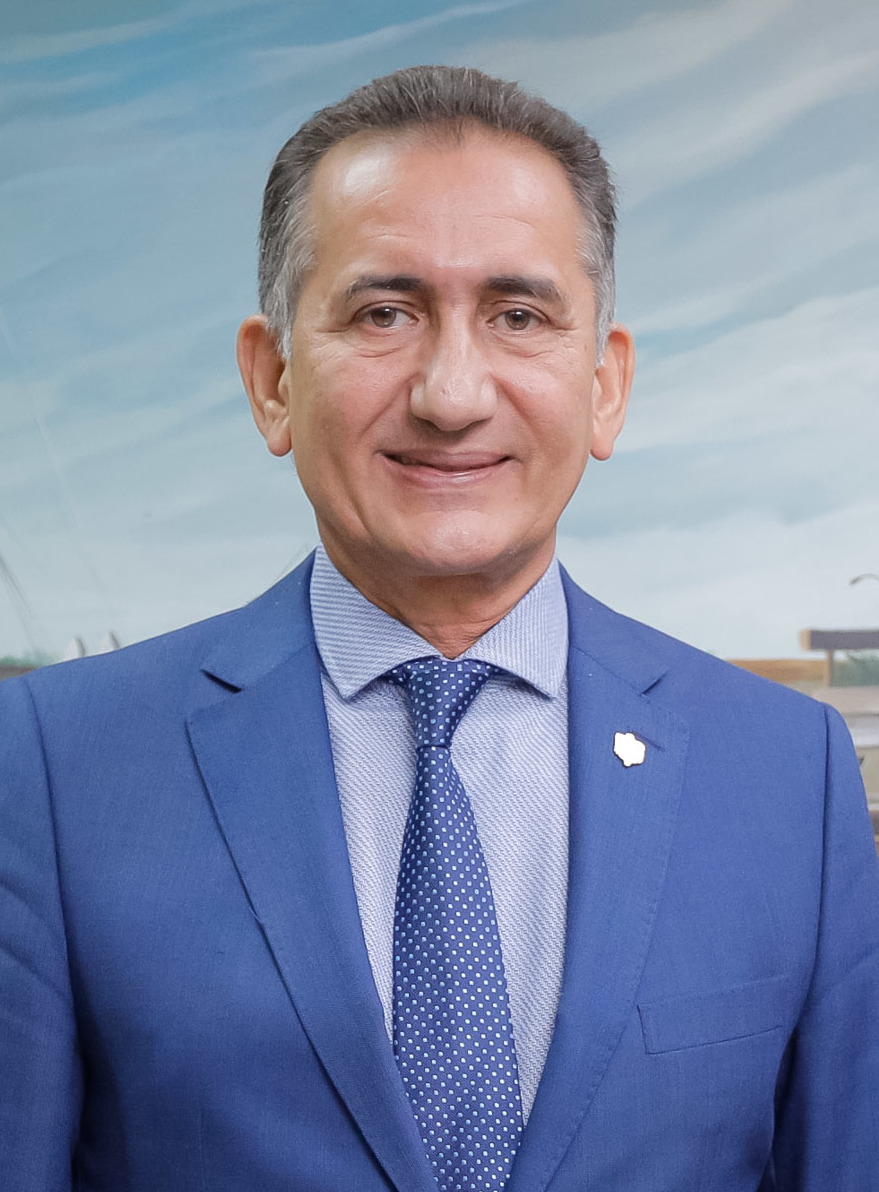
Waldez Góes (2019)

Antônio Waldez Góes da Silva, bekannt als Waldez Góes, (* 29. Oktober 1961 in Gurupá) ist ein brasilianischer Politiker und mehrfacher Gouverneur des Bundesstaates Amapá. Er ist Mitglied des Partido Democrático Trabalhista (PDT). Seit Januar 2023 ist er brasilianischer Minister für Integration und Regionalentwicklung.

## Leben
Góes wurde als Antonio Valdez Góis da Silva, jüngster von 16 Brüdern, als Sohn des Kautschukbaumzapfers Otacílio Leão da Silva und der Izaura Pereira Góes da Silva geboren. 1981 zog Góes in die Stadt Castanhal, besuchte zur Berufsausbildung die Escola Agrotécnica Federal de Castanhal und schloss im gleichen Jahr als Agrartechniker ab. 1983 zog er in den Bundesstaat Amapá und begann eine Laufbahn im öffentlichen Dienst. 1989 war er in die Demokratische Arbeiterpartei eingetreten.
1983 heiratete er Marília Góes, mit der er sieben Kinder hat. Sie war Präsidentin der Zivilpolizei und wurde von 2015 bis 2019 als Politikerin zur Abgeordneten der 7. Legislaturperiode der Legislativversammlung von Amapá gewählt.
Er zog 1999 nach Rio de Janeiro und begann dort ein Politikstudium an der Universidade Federal do Rio de Janeiro und ein Jurastudium an der Universidade Estácio de Sá, beendete aber das Studium nicht und ging 2002 nach Amapá zurück.

## Politische Laufbahn
Bei den Wahlen in Brasilien 1990 wurde er Landesabgeordneter und war nach erfolgreicher Wiederwahl von 1991 bis 1999 im Amt. Eine zwischenzeitliche Kandidatur als Stadtpräfekt (Bürgermeister) der Hauptstadt Macapá 1996 blieb erfolglos, ebenso seine zweite Wiederwahlkandidatur zum Abgeordneten der Legislativversammlung.
Erst bei den Wahlen in Brasilien 2002 gelang ihm die Wahl zum Gouverneur. Er war vom 1. Januar 2003 bis 1. April 2010 im Amt. Danach bewarb er sich zum Senator für Amapá im Nationalkongress, wurde aber nicht gewählt. Erfolgreich war dann bei den Wahlen in Brasilien 2014 die erneute Wahl zum Gouverneur mit anschließender Wiederwahl bei den Wahlen in Brasilien 2018.
Am 1. Januar 2023 trat Góes sein Amt als Minister für Integration und Regionalentwicklung im Kabinett Lula da Silva III an.

## Kontroversen
Der Oberste Gerichtshof (STJ) verurteilte Waldez Góes am 6. November 2019 wegen Unterschlagung zu sechs Jahren und neun Monaten Haft unter halboffenem Vollzug, zum Amtsverlust und einer Geldstrafe von 6,3 Millionen R$. Die Verteidigung des Gouverneurs  und Góes selbst bekräftigten trotz der Verurteilung die Unschuld, er habe ein gutes Gewissen, da es keine Praxis gab, öffentliche Gelder zu unterschlagen, wie vom Gerichtshof selbst festgestellt und anerkannt wurde.
Im Jahr 2020 setzte der damalige Präsident des Obersten Bundesgerichtshofs (STF), Richter Dias Toffoli, das Strafverfahren aus. In einer einstweiligen Verfügung ist der Richter der Ansicht, dass der STJ nicht befugt ist, den Fall zu beurteilen.